# Oleksandr Lypovyy
Oleksandr Lypovyy (nacido en Járkov, Ucrania, el 9 de octubre de 1991) es un jugador de baloncesto ucraniano que pertenece a la plantlla del Kolossos Rodou BC de la A1 Ethniki griega. Mide 2,03 metros y puede alternar las posiciones de alero y escolta.

## Trayectoria
Lypovyy debutó en 2008 como jugador del BC Kyiv del que formó parte durante tres temporadas. 
En la temporada 2011-12, firmó por el BC Donetsk, en el que jugó durante dos temporadas y media. 
En marzo de 2014, Lypovyy firmó un contrato con el equipo serbio del Estrella Roja, por el resto de la temporada. 
En septiembre de 2014, regresó a Ucrania y firmó con Budivelnyk. 
En octubre de 2015 firmó con el equipo georgiano VITA Tbilisi.
El 10 de noviembre de 2015 dejó Tbilisi y fichó por el club húngaro Szolnoki Olaj, por el resto de la temporada. 
A finales de febrero de 2016, dejó Szolnoki y firmó con el club ucraniano Dynamo Kyiv, por el resto de la temporada. En septiembre de 2016 fichó por el equipo griego Aries Trikala, para la temporada 2016-17.
El 14 de julio de 2017 fichó por el club griego Promitheas Patras. El 4 de julio de 2019, Lypovyy renovó su contrato con Promitheas hasta 2021. Después del final de la temporada 2019-20, Lypovyy se negó a reducir su salario con Promitheas y, finalmente, el equipo rescindió su contrato.
El 5 de septiembre de 2024, firma por el Club Baloncesto Lucentum Alicante de la Liga LEB Oro.
El 11 de diciembre de 2024, rescinde su contrato con el conjunto alicantino, frmando poco después por el Kolossos Rodou BC de la A1 Ethniki griega.

### Internacional
Lypovyy ha sido miembro de la selección absoluta de baloncesto de Ucrania. Con la selección de Ucrania jugó el EuroBasket 2011, el EuroBasket 2013, el EuroBasket 2015 y el EuroBasket 2017. También jugó en el Mundial FIBA 2014.